# Bir Bouregba
Bir Bouregba (arabe : بئر بورڨبة), aussi orthographiée Bir Bou Regba ou Bir Bou Rekba, est une ville tunisienne située à une soixantaine de kilomètres au sud de Tunis et à quelques kilomètres au nord-ouest de Hammamet.

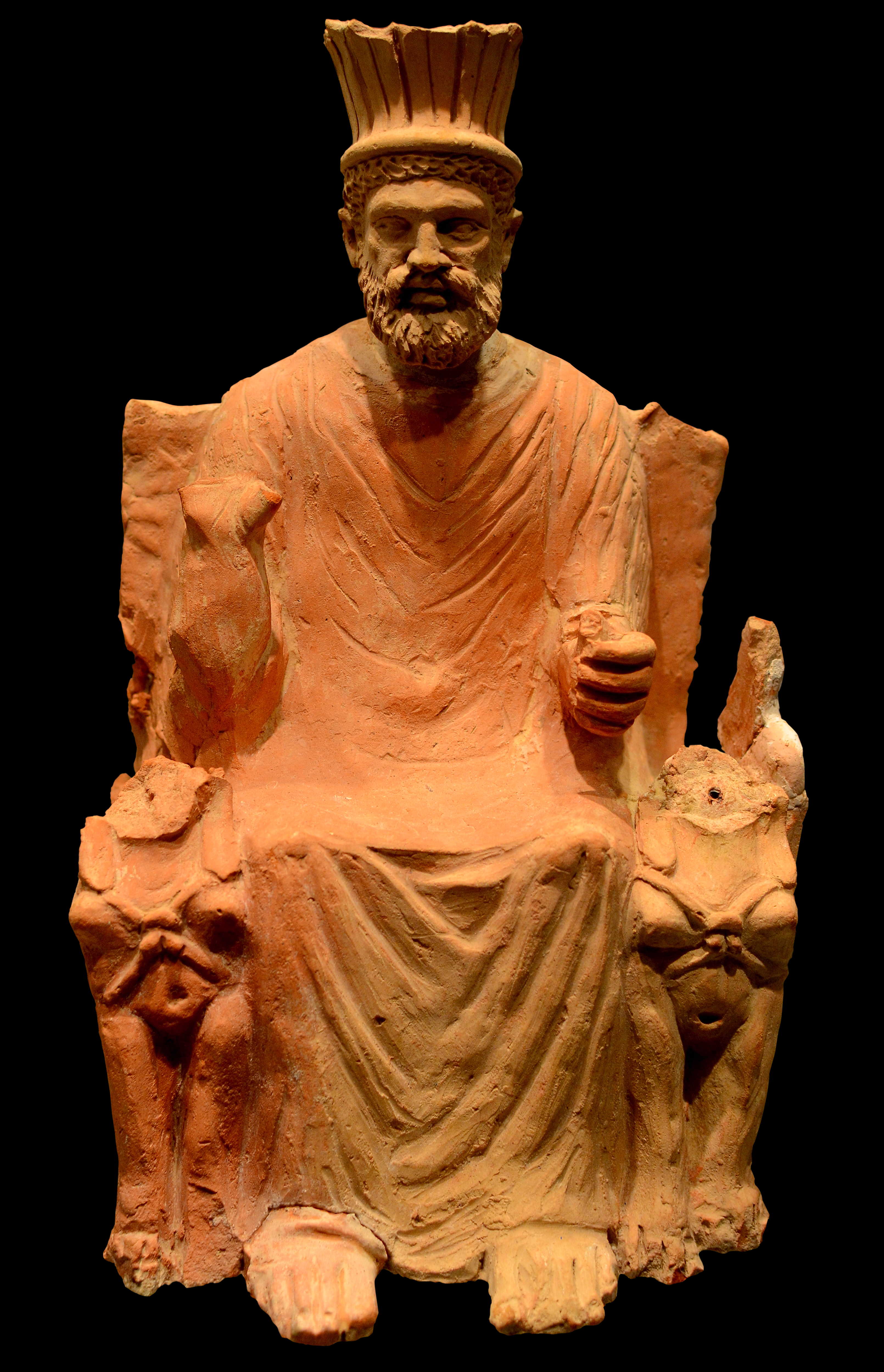
Statuette de Baal.

Avec une population de 14 896 habitants en 2004, elle constitue un arrondissement de la municipalité de Hammamet (gouvernorat de Nabeul).
La ville occupe le site d'une ancienne cité punique, Thinissut, qui est apparue au Ve siècle av. J.-C. (époque punique). Des fouilles archéologiques ont permis de découvrir un vaste sanctuaire rural dans lequel furent trouvés de nombreux vestiges archéologiques. Entre autres découvertes, une statue de Baal assis entre deux sphinges ailés, une statue de Cérès et une statue léontocéphale identifiée comme une représentation d'Africa, toutes trois en terre cuite et actuellement exposées au musée national du Bardo ainsi qu'une stèle en marbre blanc, retrouvée dans les décombres du sanctuaire de Baal et Tanit, actuellement exposée au musée de Nabeul.